# Regina Bärtschi
Regina Bärtschi (* 29. April 1957) ist eine Schweizer Filmeditorin.

## Leben
Regina Bärtschi wuchs in Bern auf, wo sie das Gymnasium Typus C besuchte und die Matura erlangte. Später arbeitete sie halbtags als Primarlehrerin und absolvierte parallel dazu einen Filmkurs an der Kunstgewerbeschule Bern. Sie bemühte sich um Schnittassistenzen, konnte sich jedoch zunächst nicht in dem Beruf etablieren. Stattdessen arbeitete sie vier bis fünf Jahre als Skript bei kleineren schweizerischen und europäischen Produktionen mit.
Seit Ende der 1980er Jahre ist Bärtschi als Editorin tätig, dabei die ersten Jahre noch für Schweizer Produktionen. 1990 wohnte sie in Kirchenfeld. Seit den 2000er Jahren lebt sie in Deutschland.
Bärtschi ist Mitglied der Deutschen Filmakademie und im Bundesverband Filmschnitt Editor e. V. (BFS).

## Filmografie (Auswahl)
- 1993: Tatort: Gehirnwäsche (Fernsehreihe)
- 1997: Die Schwächen der Frauen (Elles)
- 2001: Tatort: Berliner Bärchen (Fernsehreihe)
- 2001: Die Liebenden vom Alexanderplatz
- 2002–2003: Edel & Starck (Fernsehserie, 5 Folgen)
- 2005: Verführung für Anfänger
- 2006: Eine Krone für Isabell
- 2007: Moppel-Ich
- 2007: Leo – ein fast perfekter Typ (Fernsehserie, 9 Folgen)
- 2008: Das Feuerschiff
- 2009: Der Stinkstiefel
- 2010: Callgirl Undercover
- 2010: Bei manchen Männern hilft nur Voodoo
- 2010: Transit (Dokumentarfilm)
- 2011: Donna Leon – Das Mädchen seiner Träume
- 2012: Donna Leon – Schöner Schein
- 2012: Frühling für Anfänger
- 2012: Nicht mit mir, Liebling
- 2013: Arnes Nachlass – Regie: Thorsten Schmidt
- 2013: Christine. Perfekt war gestern! (Fernsehserie, 5 Folgen)
- 2014: Der letzte Mentsch – Regie: Pierre-Henry Salfati
- 2015–2021 Großstadtrevier (Fernsehserie, 25 Folgen)
- 2016: Zwei
- 2016: Das Chinesische Rezept – Mutig und klug
- 2017: Die Eifelpraxis (Fernsehserie, 2 Folgen)
- 2018: Daheim in den Bergen – Schuld und Vergebung (Fernsehreihe)
- 2018: Daheim in den Bergen – Liebesreigen (Fernsehreihe)
- 2019: Nachts baden
- 2019: Käse und Blei
- 2020: Berlin, Berlin – Der Film
- 2015–2021: All You Need (Fernsehserie, 7. Folgen)
- 2022: Der Schiffsarzt (Fernsehserie)